# Pierre César Charles de Sercey
Pierre César Charles de Sercey (ur. w pobliżu Autingues 1753, zm. w Paryżu w 1836) – francuski admirał, par Francji, najbardziej znany jako dowódca floty francuskiej na Oceanie Indyjskim w okresie od 1796 do 1800 roku. Jego nazwisko zostało umieszczone na tablicach Łuku Triumfalnego w Paryżu.

## Młodość
Pochodził ze starej rodziny szlacheckiej, ale osierocony bardzo wcześnie, w wieku trzynastu lat zaciągnął się na odpływający na Antyle statek „Légère”. Następnie, w latach 1767–1769, żeglował po Oceanie Indyjskim, a w roku 1770 wstąpił na wyspie Île de France do gardes-marine.
Służył na płaskodennej jednostce „Gros Ventre” podczas pierwszej ekspedycji Kerguelena (1772–1774). Straciwszy w sztormie kontakt z „Fortune”, flagowym statkiem wyprawy, „Gros Ventre” została uznana za straconą, ale załodze udało się – po uciążliwej podróży – wrócić samodzielnie do Francji. Kerguelen był oskarżany o pozostawienie „Gros Ventre” na łasce losu i o brak chęci uratowania załogi.

## W Ameryce Północnej
W roku 1777, już jako chorąży, służył na fregacie „Belle Poule” na wodach kanału La Manche, a następnie na „Tritonie” we flocie hrabiego d'Orvilliers. W kwietniu i maju 1780 roku dowodził kutrem „Sans Pareil” w flotylli hrabiego de Guichen i brał udział w bitwach u wybrzeży Dominiki. Zaskoczony przez brytyjski okręt liniowy HMS „Phoenix” i dwie fregaty został wzięty do niewoli, ale wkrótce – w ramach wymiany jeńców – odzyskał wolność i już w maju 1781 roku wziął udział, na pokładzie kutra „Serpent” w zdobyciu Pensacoli. Po czym, otrzymawszy w roku 1782 awans na kapitana, został zastępcą dowódcy fregaty „Nymphe” i wziął udział w kilku starciach z Brytyjczykami. W lutym roku następnego wsławił się zdobyciem w boju 44-działowego okrętu HMS „Argo” (w czasie bitwy de Sercey objął dowództwo „Nymphe” po zabitym kapitanie). Aż do roku 1792 pozostawał na Karaibach dowodząc kolejno fregatami „Ariel” i „Surveillante”.
.

## Rewolucja i Ocean Indyjski

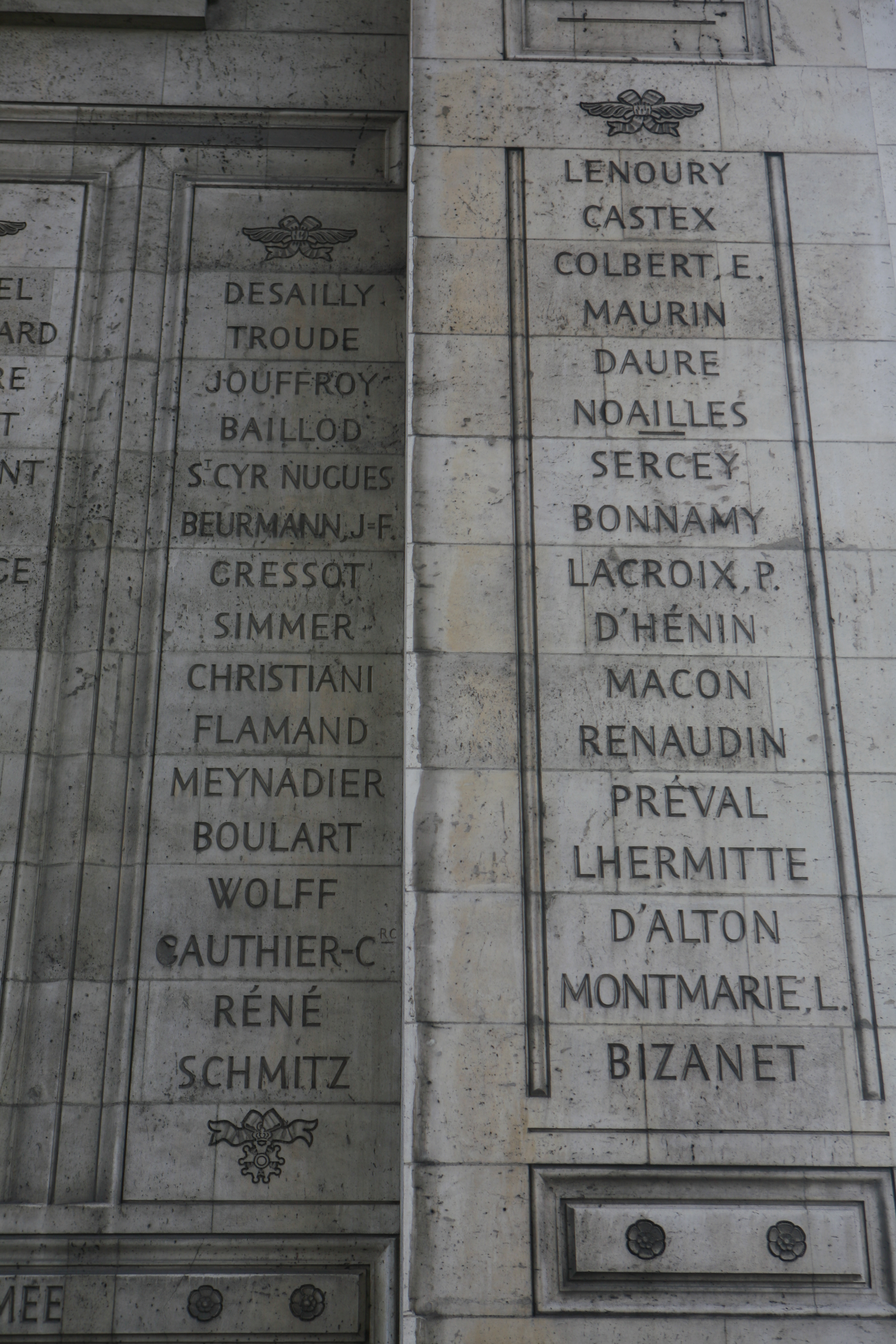
Nazwisko na Łuku Triumfalnym w Paryżu

W roku 1792, awansowany na stopień komandora, a w styczniu 1793 kontradmirała, dowodził eskadrą okrętów wysłanych na Saint Domingue, ale jako arystokratę podejrzewano go o zdradę i chęć ucieczki za granicę. Został w okresie Wielkiego Terroru aresztowany, lecz wkrótce uwolniony i zrehabilitowany. Minister floty Dyrektoriatu, Laurent Truguet, przywrócił mu wcześniej nadany stopień, po czym Sercey objął dowództwo nad eskadrą składającą się z czterech fregat i wypłynął z Rochefort by dostarczyć posiłki, amunicję i dwóch komisarzy Dyrektoriatu na Île de France. Zagarnąwszy po drodze kilka statków nieprzyjaciela dotarł na Ocean Indyjski i podporządkował sobie siły obecne na Île de France. Tym samym stworzył niewielką eskadrę składającą się z jednej korwety i siedmiu fregat. Siły te były jednak niewystarczające wobec przewagi Royal Navy posiadającej w tym regionie 10 okrętów liniowych i 10 fregat. Co więcej, Île de France nie zapewniało eskadrze wystarczającego zaopatrzenia i napraw, bowiem cały garnizon, przysłany na wyspę z kontynentalnej Francji, musiał odpierać wrogie działania kolonistów, administracji kolonialnej i gubernatora de Malartic, tak zaniepokojonych rebelią na Maskarenach, że ogłosili, iż nie wprowadzą narzuconego przez Paryż zniesienia niewolnictwa. Kolonia odmówiła eskadrze jakiegokolwiek wsparcia, a Sercey spotkał się z wyrzutami Trugueta za nieudzielenie wsparcia komisarzom Dyrektoriatu (wydalonym przez kolonistów zaraz po przybyciu).
Sercey starał się rekompensować te niedogodności trzymając swe okręty bezustannie w morzu i (działając nieco jak korsarz) pozyskiwał pieniądze na zaopatrzenie sprzedając zdobyte statki (w tym wiele East Indiamanów). Obawa przed niemożnością naprawy fregat spowodowała wydanie przezeń rozkazu unikania bitew z Brytyjczykami. W rezultacie 8 września 1796 roku nie wykorzystał sytuacji i nie pozwolił swym fregatom na zdobycie dwóch brytyjskich okrętów liniowych, uszkodzonych podczas starcia koło Banda Aceh. Jego ostrożność spowodowała i to, że 28 stycznia 1797 roku dał się nabrać w cieśnienie Bali na prosty trick Charlesowi Lonnoxowi, dowódcy tzw. „Floty Chińskiej”, który potrafił przekonać Francuzów, że mają przed sobą nie East Indianmany, a okręty liniowe. Ów incydent w cieśninie Bali przyniósł Lennoxowi podziękowania i nagrody oraz rozgłos w brytyjskiej prasie.
W roku 1798, chociaż żaden z jego okrętów nie został zatopiony czy zdobyty, zaczęły wykazywać oznaki postępującego zużycia i musiały, najpierw „Vertu”, potem „Régénérée” i „Seine”, wracać do Francji celem przeprowadzenia gruntownych napraw. Co więcej, gubernator Malartic zarekwirował „Forte” i „Prudente”, przezbroił je na okręty korsarskie i obsadził niekompetentnymi dowódcami, skutkiem czego oba zostały zdobyte przez Brytyjczyków na początku 1799 roku. W tej sytuacji Sercey został jedynie z fregatą „Preneuse” i korwetą „Brûle Gueule”, a więc z siłą o wiele zbyt małą na tak ogromny teatr działań. Spodziewał się wsparcia ze strony głównych sił hiszpańskich w tej części świata, przenosząc nawet swą kwaterę do portu Surabaja, by być bliżej hiszpańskiej bazy w Manili. Mimo tego nie udało mu się wejść w ścisłe przymierze z Hiszpanami, którym bliższa była Wielka Brytania (oficjalnie nieprzyjaciel), niż republikańska, antyreligijna Francja.
Po powrocie ze swymi dwoma okrętami na Île de France, Sercey przez trzy tygodnie odpierał z powodzeniem ataki dwóch okrętów liniowych i dwóch fregat, które utrzymywały blokadę wyspy. Jednak w końcu, mimo że dowódca „Preneuse” był znakomitym oficerem, fregata została zniszczona w grudniu 1799 roku w bitwie w zatoce Tombeau, co oznaczało kres eskadry Sercey'ego i całej kampanii na Oceanie Indyjskim.

## Dalsze lata
Gdy wrócił w roku 1802 do Francji, został oskarżony przez ministra marynarki, Denisa Decrès, o utratę eskadry. Zniechęcony i rozczarowany Sercey wrócił na Île de France, gdzie ożenił się i osiadł na plantacji. Odegrał istotną rolę w obronie wyspy, która w roku 1810 ostatecznie wpadła w ręce Brytyjczyków. Do ojczyzny wrócił po abdykacji Napoleona w roku 1814, został awansowany na stopień wiceadmirała, a w roku 1832 otrzymał tytuł para Francji.